# Тацинское сельское поселение
Тацинское сельское поселение — муниципальное образование в Тацинском районе Ростовской области. 
Административный центр поселения — станица Тацинская.

## География
Муниципальное образование располагается в северо-восточной части Ростовской области. Общая площадь территории составляет 141 082 м2.

## История
Станица Тацинская (которая ныне является единственным населённым пунктом, входящим в Тацинское сельское поселение) была основана в 1881 году.
В конце XIX века в десяти километрах от реки Быстрой в составе юрта станицы Ермаковской возникло поселение, последствии названное хутором Таловым. Возле Талого часто останавливались подводы пришлых людей. Затем здесь начали и селиться. Первые поселенцы здесь появились в декабре 1880 года.
По переписи 1897 года хутор Таловый состоял из 73 дворов с населением около пятисот человек. Росту и развитию поселения способствовало строительство поблизости железной дороги. В конце XIX века акционерное общество по строительству железных дорог на юге России начало проводить изыскательные работы для строительства железной дороги Лихая―Царицын. Согласно одному из вариантов, дорога должна была быть проложена через земли помещика Е.С. Тацина. Акционерное общество обратилось к нему и предложило крупную сумму денег. Тацин отказался от денег, но поставил одно условие: одна из станций должна быть названа его именем. В 1898 году железнодорожная ветка вступила в строй. Возле станции помещики Тацин и Павлов начали строить свои дома и магазины. Через 10 лет здесь появились улицы жилых домов. Местные жители занимались в основном сельскохозяйственным производством и ремесламм.
В начале 1918 года в станице Тацинской был создан один из первых на Дону революционных комитетов.
В 1929 году в Тацинской была организована первая в районе машино-тракторная станция.
Во время Второй мировой войны с лета 1942 года по декабрь район был оккупирован немецкими войсками.
В настоящее время в Тацинском сельском поселении работает 16 промышленных предприятий и 15 крестьянско-фермерских хозяйств. Численность населения составляет более 10 тысяч человек.

## Административное устройство
В состав Тацинского сельского поселения входит 1 населённый пункт:
- станица Тацинская.

## Население
| 2010  | 2012  | 2013  | 2014  | 2015  | 2016  | 2017  |
| ----- | ----- | ----- | ----- | ----- | ----- | ----- |
| 9980  | ↘9883 | ↘9795 | ↘9730 | ↘9681 | ↘9679 | ↘9533 |
| 2018  | 2019  | 2020  | 2021  |       |       |       |
| ↘9429 | ↘9339 | ↘9205 | ↘9144 |       |       |       |